# Panonychus ulmi
Espèce
Panonychus ulmi, l'acarien rouge des pomacées, acarien rouge des arbres fruitiers et de la vigne ou tétranyque rouge du pommier, est une espèce d'acariens, de la famille des Tetranychidae. Ce tétranyque phytophage est très polyphage et est un ravageur important des arbres fruitiers et de la vigne.
Son taux de reproduction est élevé, son temps de génération est court (21 jours à 20 °C), et il produit de nombreuses pontes chaque année. Tout cela contribue à son statut de ravageur.
Cet acarien, de très petite taille (l'adulte mesure 0,5 mm de long au maximum), à peine visible à l'œil nu, se caractérise par une répartition cosmopolite et par une gamme de plantes-hôtes très étendue.
Panonychus ulmi a été décrit pour la première fois par Carl Ludwig Koch en 1836, sous le nom de Tetranychus ulmi. Il a également été désigné par un grand nombre de synonymes.
Parmi ses prédateurs naturels, figurent d'autres acariens de la famille des Phytoseiidae, qui jouent un rôle important dans la régulation des populations d'acariens rouges.